# Masirana longipalpis
Masirana longipalpis är en spindelart som beskrevs av Komatsu 1972. Masirana longipalpis ingår i släktet Masirana och familjen Leptonetidae. Inga underarter finns listade i Catalogue of Life.